# Until the End
Albums de Coldrain
Through Clarity
(2012)
Until the End est le troisième EP du groupe de rock japonais Coldrain,. L'EP contient 6 nouveaux morceaux, dont 5 dans lesquels on retrouve l'édition internationale de The Revelation, qui a été commercialisé par Hopeless Records en juin 2014 en Europe et en Amérique du Nord.

## Liste des titres
Toutes les paroles sont écrites par Masato, toute la musique est composée par Masato, Y.K.C.
| No | Titre           | Durée |
| -- | --------------- | ----- |
| 1. | Aware and Awake | 3:47  |
| 2. | Evolve          | 3:33  |
| 3. | You Lie         | 3:42  |
| 4. | Fade Away       | 3:44  |
| 5. | March On        | 4:04  |
| 6. | House of Cards  | 4:21  |